# De koningin van Kachar El Nachar
De koningin van Kachar El Nachar is het 157ste stripverhaal van Jommeke. De reeks wordt getekend door striptekenaar Jef Nys. Scenarist is Jan Ruysbergh.

## Verhaal
Tijdens proefnemingen vliegt het huis van professor Gobelijn in de lucht. Flip stelt voor dat hij zijn experimenten beter in de woestijn kan verderzetten. Daar vliegen ze met de vliegende bol naartoe, maar het experiment mislukt weer en er volgt weer een explosie. Er volgt een zandverschuiving en Filiberke struikelt over iets. Als ze het opgraven blijkt het een mummie te zijn. Weer thuis brengt Gobelijn die met Het levenselexir terug tot leven. Met een speciale pil zorgt hij er ook voor dat de vrouw in de mummie Nederlands kan verstaan. Die is geobsedeerd door haar eigen schoonheid en ze gaan schoonheidsproducten kopen. Daar worden ze door Anatool gezien die hen tot in een museum van het oude Egypte volgt. Daar probeert hij een goudklompje te stelen van de mummie, die Armida heet. Daardoor komen ze in het televisiejournaal en zo wordt Armida gezien door de koningin van Onderland. Die herkent de gelaatstrekken van haar geslacht in haar en houdt ze voor haar nicht. Die nacht gaat ze Armida opzoeken bij professor Gobelijn. Armida vertelt haar van haar speciale schoonheidsmiddel en daar heeft de koningin van Onderland wel oren naar. Ze hebben echter blond haar nodig voor de formule en dat was schaars in het oude Egypte. De koningin van Onderland kent echter de Miekes en samen ontvoeren ze die naar de piramide van Kachar el Nachar. Jommeke, Filiberke en Gobelijn gaan achter hen aan. Daar moeten ze eerst naar de top van de piramide klimmen en langs een geheime ingang en een glijbaan naar het hart van de piramide gaan. Daar krijgen Armida en de koningin van Onderland ruzie en Armida laat de koningin achter. Dan komt ze Jommeke tegen en ze betuigt haar spijt. Ze geeft hem een zalfje dat de huid groen maakt dat hij naar de koningin brengt. Hij zegt dat het een schoonheidsmiddel van Gobelijn is en ruilt het voor de Miekes. Dan vertrekken ze weer. Armida blijft achter in de piramide voor een schoonheidsslaapje. Als ze met de vliegende bol in de lucht hangen zien ze de koningin van Onderland nog die razend is over haar groene gezicht. Terug thuis herneemt Gobelijn, die een middel zoekt om explosies te voorkomen, zijn proefnemingen en deze keer wordt zijn huis volledig weggeblazen.

## Achtergronden bij het verhaal
- In dit album speelt Amrida, de koningin van Kachar El Nachar en een door professor Gobelijn weer tot leven gewekte mummie, een belangrijke bijrol. Later speelt ze ook nog een belangrijke rol in album 167.